# Tarrafal
Tarrafal és un concelho (municipi) de Cap Verd, situat a la part septentrional de l'illa de Santiago. La seu és a la vila de Tarrafal. La seva població era de 18.561 segons el cens de 2010.
Sota el règim de Salazar es va construir el camp de concentració de Tarrafal a la plana sud de la vila (Chão Bom) per tancar-hi opositors del règim.

## Subdivisions
El municipi és format per una freguesia (parròquia civil), Santo Amaro Abade. La freguesia se subdivideix en els següents assentaments, amb població segons el cens de 2010:
- Achada Biscanhos (pop: 310)
- Achada Lagoa (pop: 64)
- Achada Longueira (pop: 520)
- Achada Meio (pop: 211)
- Achada Moirão (pop: 587)
- Achada Tenda (pop: 1,242)
- Biscainhos (pop: 695)
- Chão Bom (pop: 5,166)
- Curral Velho (pop: 358)
- Fazenda (pop: 107)
- Figueira Muita (pop: 160)
- Lagoa (pop: 55)
- Mato Brazil (pop: 160)
- Mato Mendes (pop: 194)
- Milho Branco (pop: 165)
- Ponta Lobrão (pop: 435)
- Ribeira da Prata (pop: 1,009)
- Tarrafal (pop: 6,656)
- Trás os Montes (pop: 464)

## Demografia
La majoria de la població és rural. La població urbana és concentrada a la vila de Tarrafal.
| Població de Tarrafal, Cap Verd (municipi) (1940—2010) | Població de Tarrafal, Cap Verd (municipi) (1940—2010) | Població de Tarrafal, Cap Verd (municipi) (1940—2010) | Població de Tarrafal, Cap Verd (municipi) (1940—2010) | Població de Tarrafal, Cap Verd (municipi) (1940—2010) | Població de Tarrafal, Cap Verd (municipi) (1940—2010) | Població de Tarrafal, Cap Verd (municipi) (1940—2010) | Població de Tarrafal, Cap Verd (municipi) (1940—2010) |
| ----------------------------------------------------- | ----------------------------------------------------- | ----------------------------------------------------- | ----------------------------------------------------- | ----------------------------------------------------- | ----------------------------------------------------- | ----------------------------------------------------- | ----------------------------------------------------- |
| 1940                                                  | 1950                                                  | 1960                                                  | 1970                                                  | 1980                                                  | 1990                                                  | 2000                                                  | 2010                                                  |
| 18.840                                                | 13.222                                                | 19.140                                                | 26.251                                                | 24.202                                                | 11.626                                                | 17.792                                                | 18.561                                                |

## Història
El municipi fou creat a començaments del segle xx, quan dues parròquies al nord de l'antic municipi de Santa Catarina es van escindir per crear el de Tarrafal. En 1991 se li va separar una parròquia sud-oriental per crear el municipi de São Miguel.

## Política
El Moviment per la Democràcia és el partit governant del municipi quan guanyà el 43,7% a les últimes eleccions.

### Assemblea Municipal
|                            | 2004 % | 2004 escons | 2008 % | 2008 escons | 2012 % | 2012 escons |
| -------------------------- | ------ | ----------- | ------ | ----------- | ------ | ----------- |
| Moviment per la Democràcia | 68.82  | 12          | 66     | -           | 53     | 9           |
| PAICV                      | 21.27  | 4           | 28.8   | -           | 43.7   | 8           |
| PCD-PRD                    | 9.9    | 0           | -      | -           | -      | -           |

### Municipalitat
|                            | 2004 % | 2004 escons | 2008 % | 2008 escons | 2012 % | 2012 escons |
| -------------------------- | ------ | ----------- | ------ | ----------- | ------ | ----------- |
| Moviment per la Democràcia | 70.14  | 7           | 67.8   | -           | 52.8   | 7           |
| PAICV                      | 22.06  | 0           | 28.8   | -           | 44.2   | 0           |
| PCD-PRD                    | 7.8    | 0           | -      | -           | -      | -           |

## Galeria

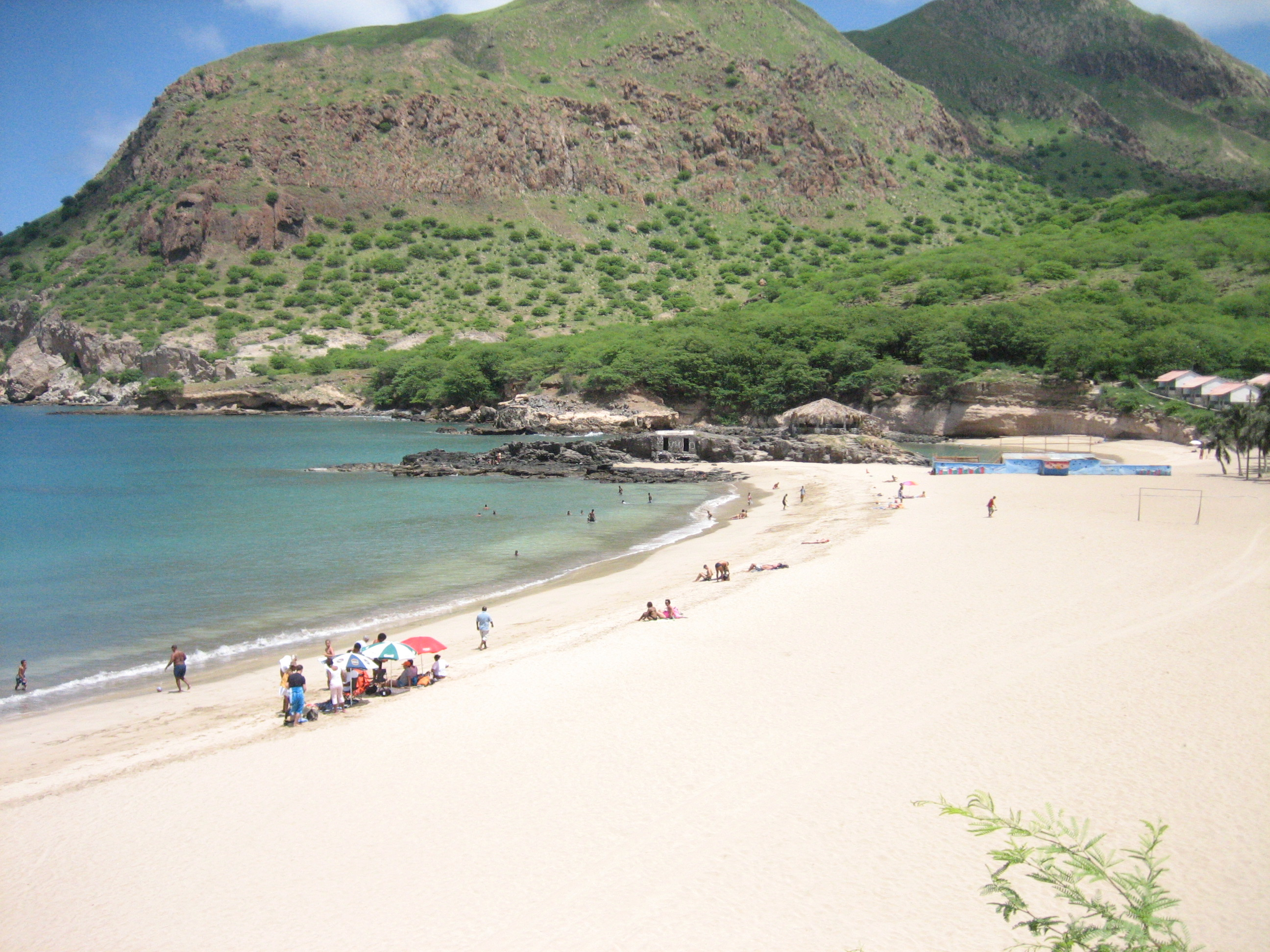
Platja de Tarrafal
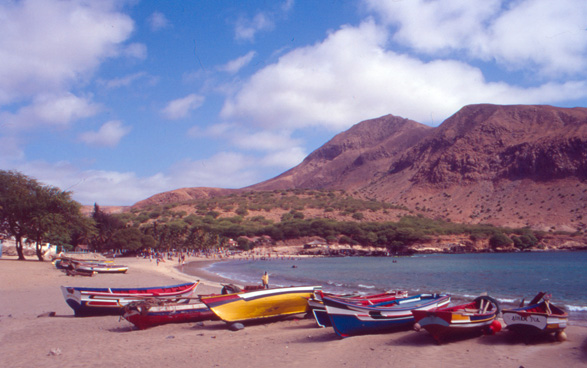
Platja
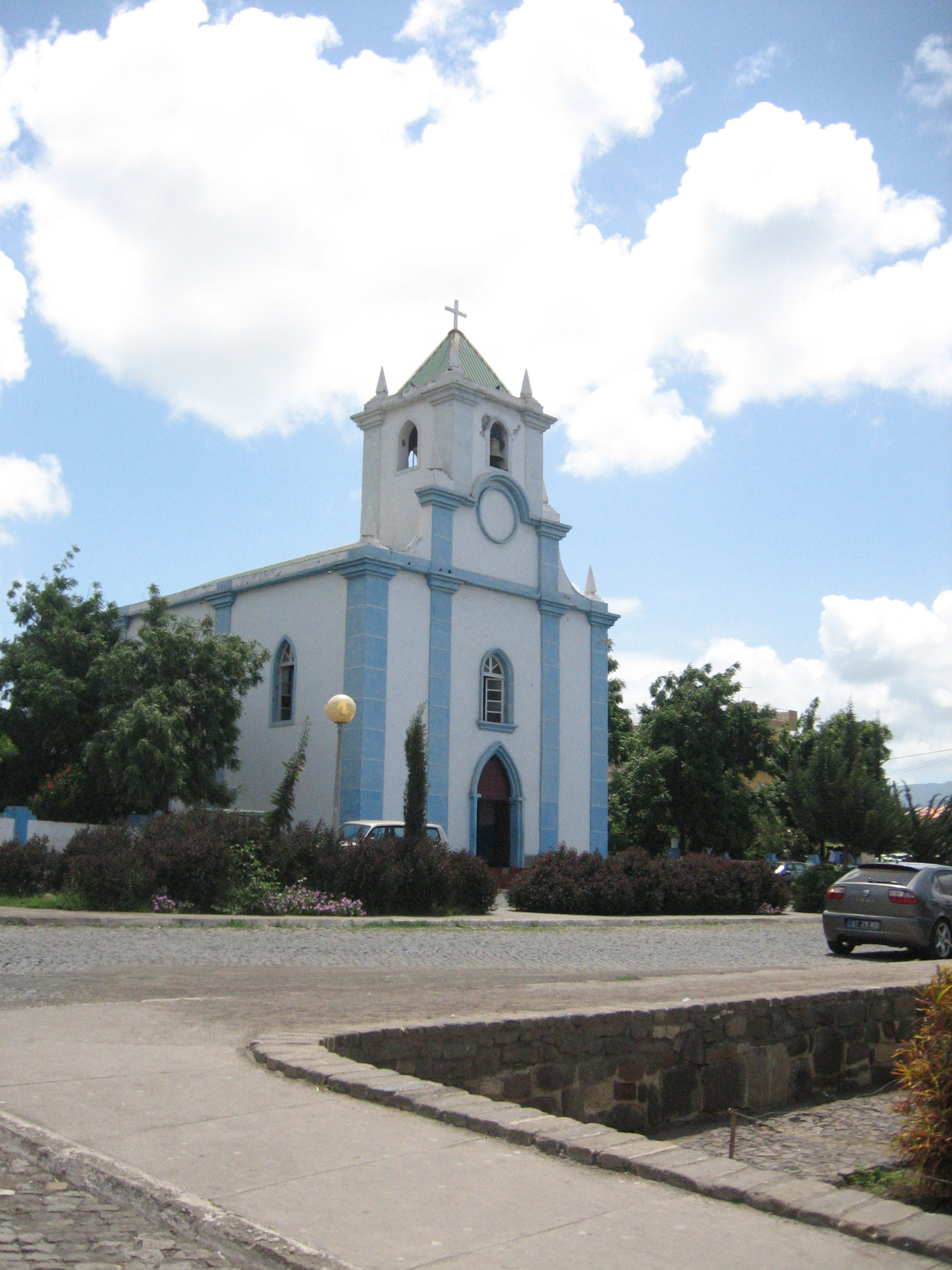
Església de l'Abadia de Sant Amaro
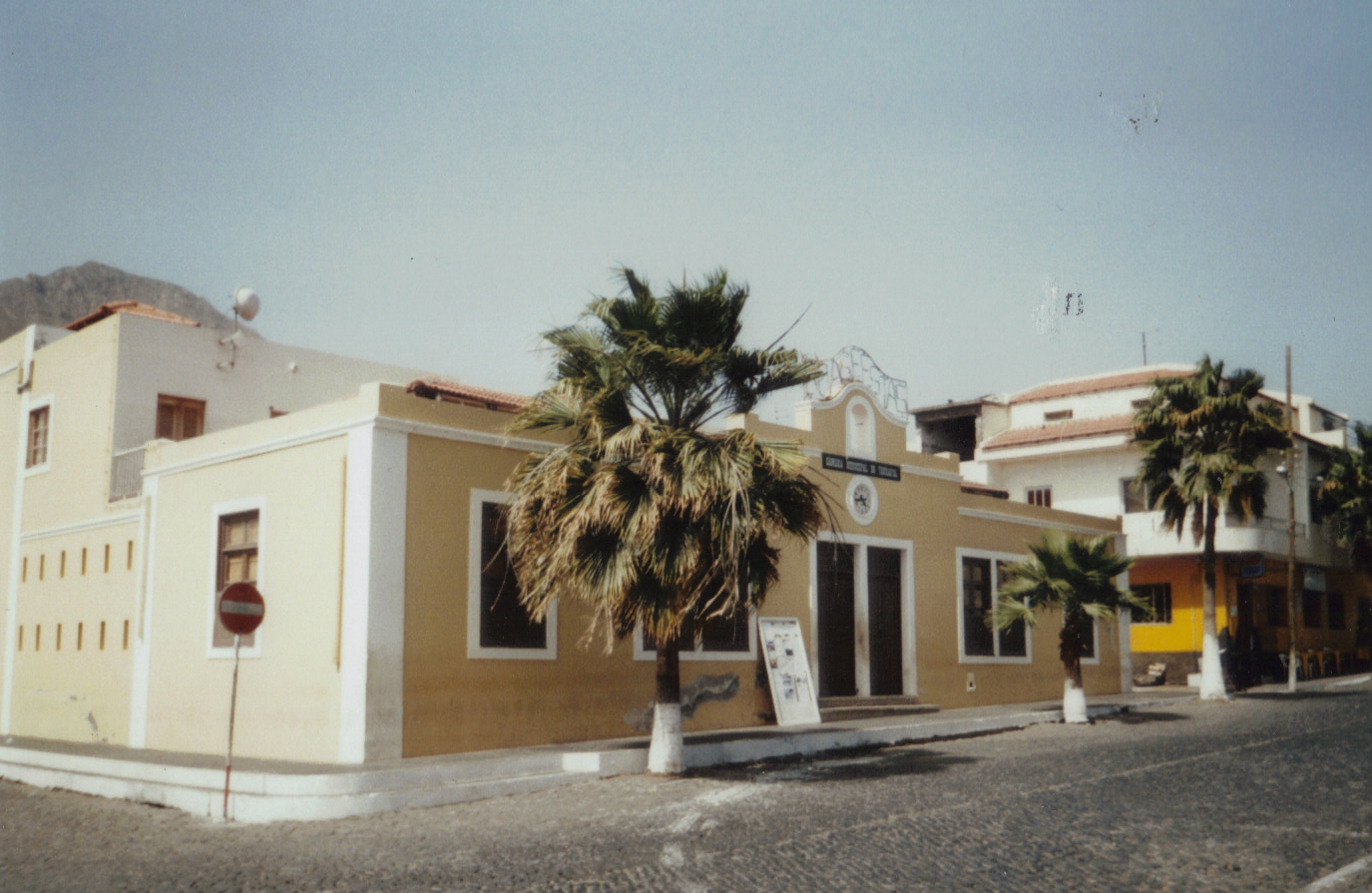
Ajuntament
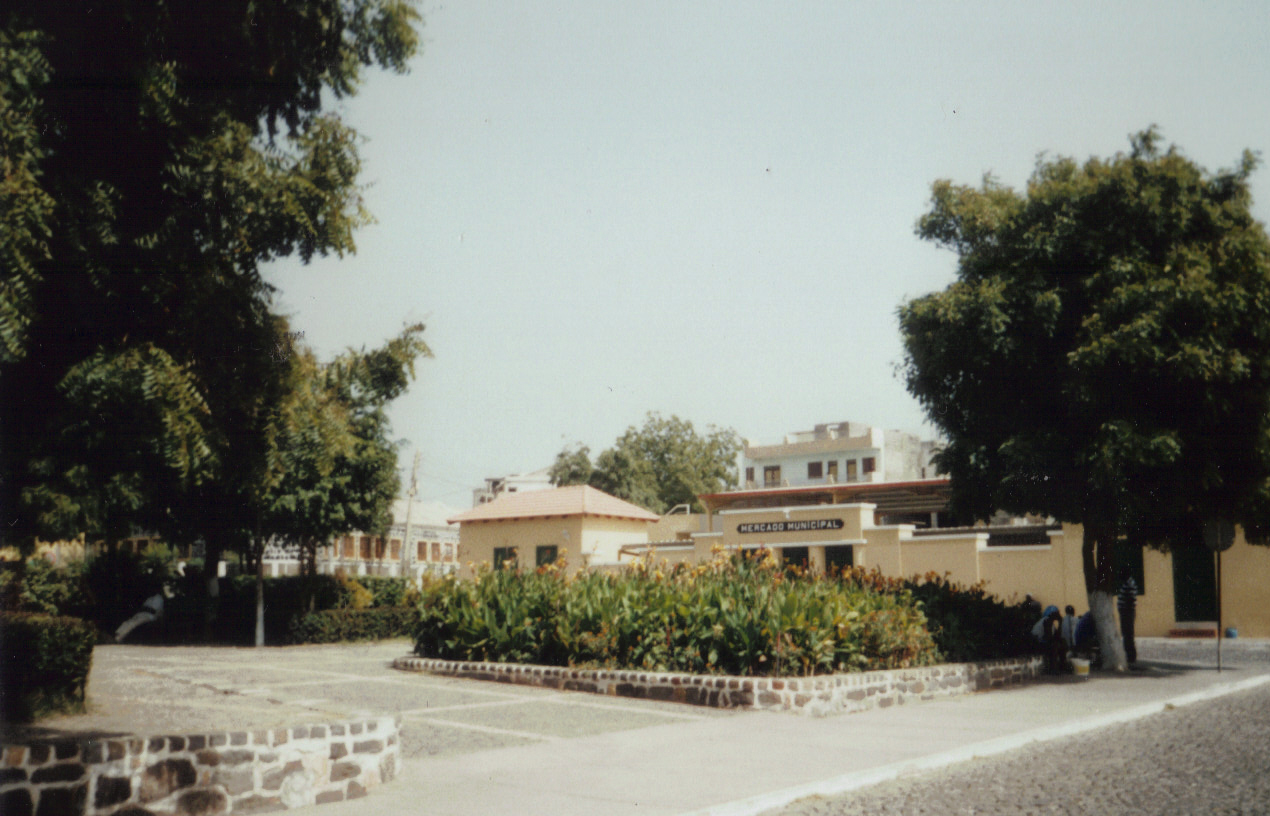
Mercat
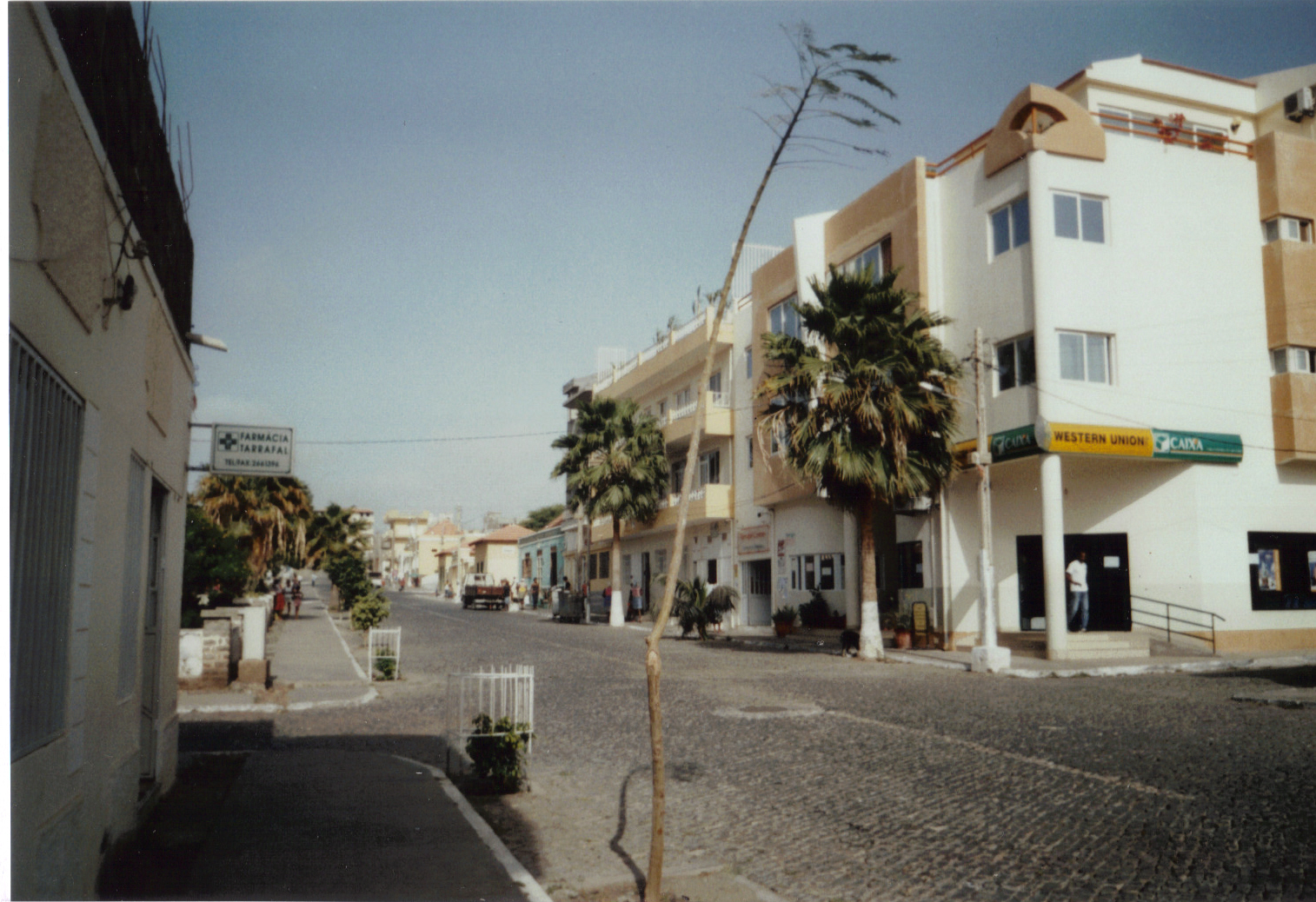
Carrer principal